# Новохуторное
Новохуторное — село в Красногвардейском районе Белгородской области России. Является административным центром Новохуторного сельского поселения.

## География
Село расположено в восточной части Белгородской области, по обоим берегам реки Тихой Сосны в её верхнем течении, в 11,6 км по прямой к юго-западу от районного центра, города Бирюча. Ближайшие сёла: Горовое ниже и Успенка выше по руслу Тихой Сосны.

## История

### Происхождение названий
Сначала село Новохуторное носило название «слобода Благодатная и Сухочева тож». Почему владельцы этого богатого имения называли его Благодатным, объясняется тем, что у помещиков была своеобразная мода на звучные, умиротворяющие названия; второе же название слободы — Сухочева — топонимическая загадка.
По данным Государственного архива Воронежской области, в справочниках административно-территориального деления Воронежской губернии за 1859 год, 1900 год, 1906 год значилась слобода Новохуторная (Благодатная, Сухочева) в Бирюченском уезде Воронежской губернии.
В конце XIX века, кроме основной слободы с тремя названиями, существовала ещё одна — Новохуторная-2, которую в документах писали так: «Бывшая Резникова, Благодатная тож».

### Исторический очерк
Согласно «экономическим примечаниям к планам Генерального межевания» Бирюченского уезда (конец XVIII — начало XIX веков), содержащим сведения на момент V ревизии (середина 1790 года), «слобода Новохуторная, Сухочева тож», населённая «черкасами на пашне», принадлежала поручику Евдакиму Степанову сыну Шидловскому и детям умершего коллежского асессора Андрея Степанова сына Шидловского Николаю, Дмитрию, Петру, Александру, Алексею и Ионе; река Тихая Сосна «в летнее и жаркое время» имела ширину «в одну сажень», а глубину — «в четверть аршина», в реке водились щука, окунь, налим, линь, плотва, пескари; о существовании в слободе церкви упоминаний нет.
В 1859 году — Бирюченского уезда «слобода владельческая Новохуторная (Благодатная, Сухочева) при реке Тихой Сосне» «по тракту на город Харьков», в 17 верстах от уездного города Бирюча…, церковь православная.
До отмены крепостного права в 1861 году крестьяне села Новохуторного были крепостными помещиков Шидловских.
В 1900 году — Бирюченского уезда Успенской волости слобода Новохуторная (1-е общество — Сухочева, Благодатная — «бывшее Д. Шидловского», 2-е общество «бывшее М. В. Шидловского», 3-е общество слободка Благодатная (Новохуторская) «бывшее Резникова»), 820 десятин земельного надела (717 десятин у 1-го общества, 36 у 2-го и 67 у 3-го), церковь, 2 общественных здания, земская и церковно-приходская школа, 5 ветряных мельниц, мелочная и винная лавки.
С июля 1928 года «слобода Ново-Хуторное» в Буденновском (с 1958 года Красногвардейском) районе — центр Ново-Хуторного сельсовета: слобода Ново-Хуторное и 7 хуторов: Будяков, Бударки, Выселки, Гнилуша, Плужников, Резников и Смирнов.
В 1930 году в селе началась коллективизация. Образовался колхоз «Заветы Ильича». По итогам 1939 года колхоз стал участником Всесоюзной сельскохозяйственной выставки.
В годы Великой Отечественной войны более 300 жителей села воевали на её фронтах, а женщины, старики, дети трудились в тылу: пахали на волах и коровах, вручную косили и убирали урожай. Село не один раз бомбили фашистские самолёты.
В июле 1942 года гитлеровцы оккупировали Новохуторное. За время оккупации и при освобождении села от немецко-фашистских захватчиков погибло 14 солдат и 2 офицера.
К 1958 году в Ново-Хуторном сельсовете Красногвардейского района остались село Новохуторное, деревня Гнилуша и хутора Бодяков и Плужников.
С 1962 года в селе Новохуторном появилась средняя общеобразовательная школа.
В начале 1970-х годов в Новохуторном сельсовете — 3 села: Бодяково, Горовое (бывшая Гнилуша) и Новохуторное.
В 1997 году село Новохуторное — центр Новохуторного сельского округа из трех сел: Бодяково, Горовое и Новохуторное.
В 2010 году село Новохуторное — центр Новохуторного сельского поселения (3 села) Красногвардейского района.

## Население
В 1790 году в слободе было 150 дворов и проживало 482 мужчины и 503 женщины.
В 1859 году в слободе имелось 74 двора, 829 жителей (403 мужчины, 426 женщин).
В 1900 году в трёх обществах слободы Новохуторной было 146 дворов, проживал 1251 житель (628 мужчин, 623 женщины).
На 1 января 1932 года в ней — 1207 жителей.
По данным переписей населения в селе Новохуторном на 17 января 1979 года — 616 жителей, на 12 января 1989 года — 583 (256 мужчин, 327 женщин), на 1 января 1994 года — 553 жителя, 206 хозяйств. В 1997 году в Новохуторном 208 домовладений, 539 жителей.
| 1859 | 1897  | 2002 | 2010 |
| ---- | ----- | ---- | ---- |
| 829  | ↗1087 | ↘528 | ↘487 |

## Инфраструктура
В селе имеется средняя школа, библиотека, фельдшерско-акушерский пункт и АТС.
Православный храм святителя Димитрия митрополита Ростовского